# Die Lawine
Die Lawine ist ein österreichisches Stummfilmdrama aus dem Jahre 1923 von Michael Kertesz. Michael Varkonyi spielt einen Mann zwischen zwei Frauen (Lilly Marischka und Mary Kid).

## Handlung
Irgendwo in der schneeverhangenen Bergwelt der Alpen. Der verheiratete Georg Vandeau hat einen Brief erhalten. Er befindet sich auf der Vermessungsstation eines Gebirgshangs und erinnert sich an entscheidende, frühere Ereignisse seines Lebens. Erste, noch unklare Erinnerungsfetzen entstehen vor seinem geistigen Auge. Vandeau hatte einst seine Mutter gedemütigt und seinen eigenen Sohn verraten. Als die Mutter im Sterben lag gelobte er ihr hoch und heilig Besserung und beendete sein bisheriges, oberflächliches Leben, das von Prasserei, Verantwortungslosigkeit und Ehebruch geprägt war.
Er bleibt sich und seinem Versprechen treu, doch nun liest er den Brief, den ihm seine einstige Geliebte Kitty geschickt hatte. Er weiß, dass er fort von hier muss, zurück zu Frau und Kind. Vandeau entflieht über die gefährlichen Schneehänge und vergisst dabei die Bitten seiner Gattin und beider gemeinsamen Sohnes. Schließlich fällt ein Naturunglück das Urteil über ihn und sein Leben: Die titelgebende Lawine, die auf dem Weg ins Tal alles mit sich reißt. Eine Rettungsexpedition kann ihn noch bergen, doch stirbt Georg wenig später. Sein kleiner Junge besucht ihn an seinem Grab und betet für den verlorenen Vater.

## Produktionsnotizen
Die Lawine entstand in den österreichischen Alpen und wurde am 19. Oktober 1923 in Wien uraufgeführt. Der mit Jugendverbot belegte Streifen besaß sechs Akte, verteilt auf 2760 Metern Länge.
Julius von Borsody gestaltete die Filmbauten.
Die Hamburgerin Mary Kid gab hier ihr Filmdebüt, die nahezu gleichaltrige Lilly Marischka beendete mit Die Lawine ihre kurzlebige Filmkarriere.

## Kritiken
Der Filmkritiker der Wiener Zeitung Der Tag, Béla Balázs, lobte den Film über den grünen Klee und befand, dass Die Lawine es durchaus mit amerikanischen Höchstleistungen aufnehmen könne.
Jahrzehnte später konnte man anlässlich der Wiederaufführung des Films in Der Standard über Regisseur Kertesz folgendes lesen: „Wie gut er es etwa verstand, Landschaften zu entwerfen, in denen sich Gefühle manifestieren, in die sich aber auch effektvoll Aktionsmuster einschreiben lassen, zeigt Die Lawine (1923). Ein Mann hat sich dem Willen seiner sterbenden Mutter gefügt und nicht die Frau geheiratet, die er liebte, sondern jene, mit der er ein Kind gezeugt hat. Hoch oben auf einem verschneiten Berg, an dem er ein zurückgezogenes Leben führt, holt ihn die Vergangenheit ein.“